# Elblandklinikum Riesa
Das Elblandklinikum Riesa ist ein Krankenhaus der Schwerpunktversorgung in kommunaler Trägerschaft des Landkreises Meißen in Riesa. Das Krankenhaus hat 320 vollstationäre Betten. Hinzu kommen zehn tagesklinische Plätze. Die Leitung des Krankenhauses setzt sich aus Verwaltungsdirektor Peter Zeidler, dem Ärztlichen Direktor Michael Dechant sowie Pflegedirektor Roberto Kühne zusammen.

## Unternehmensstruktur
Das Elblandklinikum Riesa ist seit 2008 Teil der kommunalen Klinikengruppe Elblandkliniken. Es ist Akademisches Lehrkrankenhaus der Technischen Universität Dresden.
Es bestehen folgende Fachabteilungen:
- Klinik für Anästhesie und Intensivmedizin
- Klinik für Allgemein- und Viszeralchirurgie
- Klinik für Frauenheilkunde und Geburtshilfe
- Klinik für HNO-Heilkunde, Kopf- und Halschirurgie
- Gefäßchirurgie
- Innere Medizin mit vier fachspezifischen Kliniken
- Klinik für Kinder- und Jugendmedizin
- Klinik für Orthopädie und Unfallchirurgie
- Physiotherapie
- Radiologie
- Klinik für Urologie
- Psychologie / Ergotherapie / Klinischer Sozialdienst
- Sozialpädiatrisches Zentrum und Frühförderstelle

## Geschichte

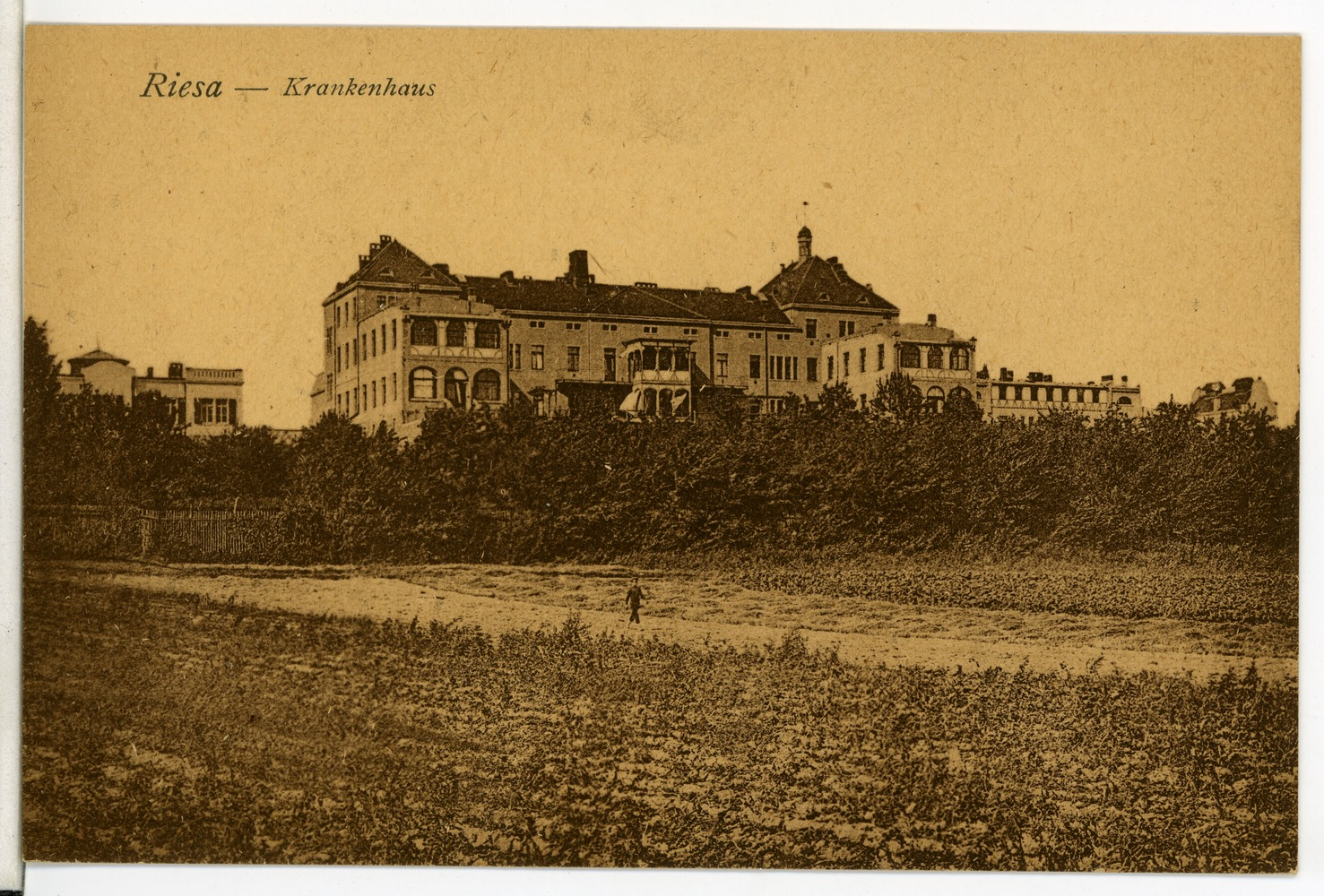
Krankenhaus Riesa im Jahr 1908

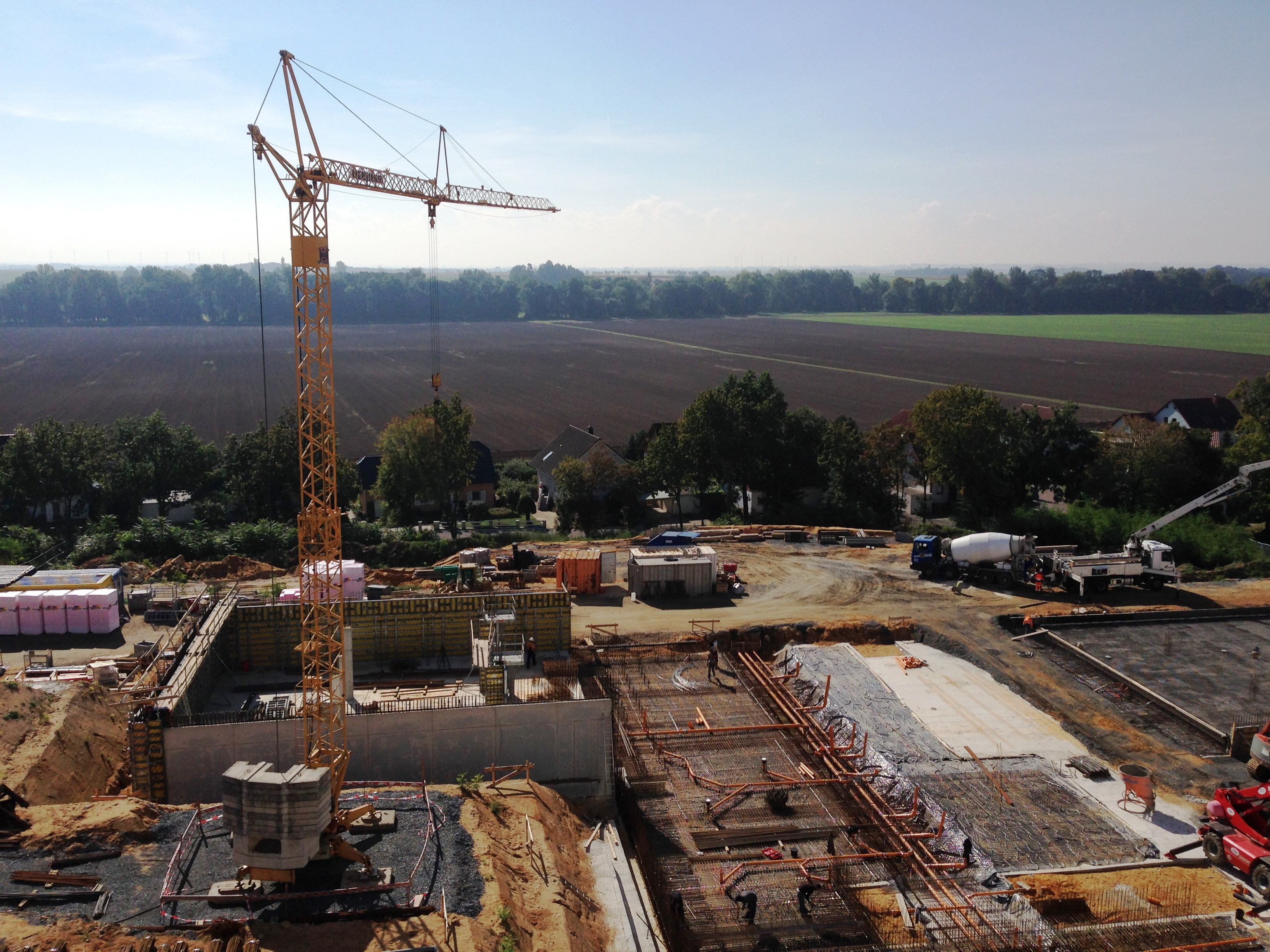
Elblandklinikum Riesa, Baustelle des Teilneubaus im September 2016

Die Riesaer Krankenhauswurzeln gehen ins Jahr 1861 zurück, in dem ein Armen- und Krankenhaus entstand. 1880 wurde in der heutigen Hauptstraße ein Johanniter-Krankenhaus gebaut, welches 1902 geschlossen wurde. Dem folgte dann das städtische Krankenhaus am heutigen Standort. 1868 wurde mit einem Hospital unweit der heutigen Klinik in Großenhain der Grundstein für die medizinische Versorgung gelegt. Das jetzige Haus wurde 1962 erbaut.
Während sich bereits 2002 die Häuser Meißen und Radebeul zu den Elblandkliniken Meißen-Radebeul zusammenschlossen, wurden Riesa und Großenhain 2007 zunächst zu einem Plankrankenhaus zusammengeführt. Seit April 2008 bilden alle vier Häuser gemeinsam die heutige Elblandkliniken-Gruppe.
Das Elblandklinikum Riesa wird derzeit für 55 Millionen Euro modernisiert. Die Bauarbeiten sollen fünf bis sechs Jahre dauern. Geplant sind ein flacher Teilneubau sowie die schrittweise Erneuerung des Haupthauses.